# ユニベアシティ
ユニベアシティー (UniBEARsity) は、ディズニーストア・ジャパン発のショートストーリーである。ディズニーユニバーシティーという学校を中心として繰り広げられるディズニーの仲間の物語となっている。ユニバーシティーベアは本物語で誕生したキャラクターである。各種ディズニー作品をモチーフにしたストーリーも存在する。

## ディズニーユニバーシティー (Disney University)
ディズニーストア・ジャパン発のショートストーリー「Disney UniBEARsity」に登場する学校であり、いろいろな事を学べる、クマがマスコットの学校という設定となっている。

### 教授
- ルードヴィヒ・フォン・ドレイク教授
  - 本物語では研究熱心で人気者という設定である。
  - 天気を作り出せる「お天気マシーン」を発明した。

### 生徒
- ミッキー
- ミニー
- ドナルド
- デイジー
- プルート
- グーフィー
- マックス
- チップ
- デール
- ピート
- クララベル・カウ
- ホーレス・ホースカラー
- クララ・クラック

### その他のキャラ
- ピート・ジュニア

## ユニバーシティーベア
UniBEARsityに登場するクマのぬいぐるみで、通称ユニベアとも呼ばれている。ドレイク教授がクマのお話を書いてくるようにという宿題を出した際に、生徒たちが各々自分に似せてつくったぬいぐるみであるが、魔法によって動きだしミッキーたちと一緒に授業を受けるようになった。結果、教授は全員に"A+"の評価を与えたため、ベアには"A+ Ludwig Von Drake"と書かれたタグが付けられている。名前が発表されているのは以下の種類のみでホーレスやクララベルなどが作ったユニベアの名称は現時点で不明である。
- モカ - ミッキー作
- プリン - ミニー作
- ホイップ - ドナルド作
- パフィー - デイジー作
- モン - チップ作
- ブラン - デール作
- スコーン - グーフィー作
- ラスク - マックス作
- ソルト - ピート作[注釈 1]
- グリーンペッパー - PJ作

モンとブランはクラリスにもらった糸や生地によって作られた。

### "Beary" Sleepy Pups
ある昼下がりのお昼寝の時間、ぬいぐるみのはずのメープルが5匹のパピーズのかわいらしさにおやすみとウィンクをしたところ、パピーズは驚きミッキーの家まで入り部屋の中をぐちゃぐちゃにした。犬小屋に戻っても興奮して泣き止まないパピーズを見て、ミニーはパピーズにもベアをつくってあげることをひらめいた。ミッキーとパピーズも一緒に作り出来上がったベアはシロップと名付けられた。パピーズにシロップ達が加わりメープルも幸せになった。
- メープル - プルート作

- シロップ
  - パピーズがモチーフとなっている。

### Apricot Story
声の調子が戻るまでしばらくライブを休むことにしたクラリスのかわりに、チップとデールはクラリスに似せたベアのアプリコットを作る。やがてクラリスの声も戻り、チップ、デール、モン、ブランも加えた6人のバンドはACORN CLUBの名物となった。
- アプリコット - チップとデール作

### The Three "CaBEARlleros"
パーティーに誘われたドナルドはホイップと一緒にデイジーの家にやってきたが、バッグにいれていたプレゼントをどこかに落としてしまったことに気づく。ドナルドが困っているのを見た パンチートとチリペッパーは自分たちが用意したプレゼントをドナルドからのプレゼントとして差し出す。パンチートがプレゼントを忘れたと言いかけた時、アボカドを連れたホセ・キャリオカがやってきて、プレゼントを忘れたふりをして、パンチートが贈る歌のプレゼントにドナルドと一緒に自分も参加したいと言う。ホイップ、チリペッパー、アボカドも加わり歌い、デイジーは大喜びでパーティーは大盛り上がりになった。ドナルドはホセとパンチートに感謝してに抱きつき、ホイップとアボカド、チリペッパーもThe Three  CaBEARllerosとして大親友になった。
- チリペッパー - パンチート作
- アボカド - ホセ・キャリオカ作

### 特別版・不思議の国のアリスシリーズ
- スフレ
  - ユニベアシティ二周年を記念して登場した。
  - ふしぎの国のアリスのチシャ猫がモチーフとなっている。
  - ユニベアシティ三周年を記念して再登場した際には、おなかの模様とネクタイの柄にモデルチェンジが見られた。
  - ユニベアシティ四周年を記念して再登場した際には、三周年の時と違うカラーリングになり、ネクタイではなくゴージャスなフワフワの毛があしらわれた。
- シュー
  - ユニベアシティ三周年を記念して登場した。
  - ふしぎの国のアリスのアリスがモチーフとなっている。
  - ユニベアシティ四周年を記念して再登場した際には、ビスケットを食べて小さくなったをコンセプトに手にビスケットを持ち、小さいサイズで販売された。
- ミルク
  - ユニベアシティ三周年を記念して登場した。
  - ふしぎの国のアリスのホワイトラビットがモチーフとなっている。
- ミントティー
  - ユニベアシティ四周年を記念して登場した。
  - ふしぎの国のアリスのマッドハッターがモチーフとなっている。
- マカロン
  - ユニベアシティ四周年を記念して登場した。
  - ふしぎの国のアリスのオイスターベイビーがモチーフとなっている。
- シュガー
  - ユニベアシティ五周年を記念して登場した。
  - ふしぎの国のアリスの3月ウサギがモチーフとなっている。
- ジャムジャム
  - ユニベアシティ五周年を記念して登場した。
  - ふしぎの国のアリスのドーマウスがモチーフとなっている。
- レッドベリー
  - ユニベアシティ五周年を記念して登場した。
  - ふしぎの国のアリスのハートの女王がモチーフとなっている。

## OhanaBEARsity
スティッチとエンジェルが科学実験によってクマのぬいぐるみを作るというストーリーである。ジャンバ博士の研究室で行なわれ、ブルーベリーパイの材料やホイップクリーム、飾り用のミントの葉が使用された。出来上がったのはブルー、ベリー、パイの3体であった。また、ある日、一人の青年がブルーとパイを欲しがっていると思ったスティッチが再び同じ材料で作ろうとしたが、アイスクリームとベビーダックが試験管に混ざりこんだ結果、ブルー（第二弾）、パイ（第二弾）、バニラが誕生した。
- ブルー 
  - スティッチがモチーフとなっている。
  - 第二弾では全体が白っぽくなっている。
- ベリー 
  - エンジェルがモチーフとなっている。
- パイ
  - スクランプがモチーフとなっている。
  - 第二弾では全体が白っぽくなっている。
- バニラ
  - ベビーダックがモチーフとなっている。

## Mike's Night BEAR
マイクは、リトルマイキーが人間の世界でクマのぬいぐるみと仲よくしていることにショックを受けるという夢を見る。そして、夢から覚めた後、リトルマイキーが本当に人間の世界に行ってしまわないようにと、マイクとサリーがそれぞれ自分に似せたクマのぬいぐるみを作るというストーリーである。出来上がったのはメロンとソーダであった。
- メロン - マイク作
- ソーダ - サリー作

同時発売：リトルマイキー

## Dreaming Beautys Bears
マレフィセントによって眠らされたオーロラ姫が見た夢の物語の一つである。3人の妖精、フローラ、フォーナ、メリーウェザーの魔法によりピンクの小鳥がローズローズ、紫のカラスがモーブに変わり、幼いオーロラ姫と一緒に遊び楽しい時間を過ごすというストーリーである。2体のベアには"Flora Fauna Merryweather"と書かれたタグが付けられている。
- ローズローズ
  - オーロラ姫がモチーフとなっている。
- モーブ 
  - マレフィセントがモチーフとなっている。

## Rouge Rose
モカとプリンが読んだ本の物語である。ベルと一緒に毎日通う本屋でバラが挟まった本を見つけたルージュローズは、その夜こっそり本屋へ行き手を伸ばすと、その本は棚から出てキラめき始めた。気づくとあたりはお城に変わっていて、恐ろしい姿とは逆に心優しいフォーヴと出会い同じく本が好きなことがきっかけで仲良くなった。
- ルージュローズ
  - ベルがモチーフとなっている。
- フォーヴ
  - 野獣がモチーフとなっている。

## Rouge Rose Part2
Rouge Roseの続編である。ルージュローズとフォーヴが仲良くなったのを見て大喜びしたマピュスは一人で晩餐会の準備を始めた。ラ・メール、リュシアン、オルロージュは初めはマピュスの話を信じず一緒に準備をしていなかったが、マピュスが踏み台から落ちた音が聞こえ心配して駆けつけると、フォーヴと一緒にいる美しいルージュローズを見つけ目を奪われた。
- マピュス
  - チップがモチーフとなっている。
- ラ・メール
  - ポット夫人がモチーフとなっている。
  - マピュスの母親である。
- リュシアン
  - ルミエールがモチーフとなっている。
  - 給仕頭である。
- オルロージュ
  - コグスワースがモチーフとなっている。
  - 執事である。

## Bread and the Shadow
ある夜、ブレッドとレモネードはマイケルのおもちゃで遊ぼうとダーリング家にやってきたところ、マイケルのテディベアが起きてきて3人はすぐに仲良くなった。3人が楽しく遊んでいると「僕も一緒に遊びたい！」というブレッズシャドーの怒った声が床から聞こえてきた。マイケルのテディベアがウェンディーピーターパンの影を縫い付けたことを思い出しブレッドとブレッズシャドーをハサミで切り離すと、ブレッズシャドーは大喜びした。レモネードはマイケルのテディベアにピクシーダストをふりかけ、今度はネバーランドで遊ぼうと4人は夜空に飛び立った。
- ブレッド
  - ピーター・パンがモチーフとなっている。
- ブレッズシャドー
  - ピーター・パンの影がモチーフとなっている。
- レモネード
  - ティンカーベルがモチーフとなっている。

同時発売：マイケルのテディベア

## わんわん物語シリーズ
- ベラ
  - レディがモチーフとなっている。
- ノッテ
  - トランプがモチーフとなっている。

同時発売：ワッフル（フィフィがモチーフとなっている。）

## Havfrue Rose
モカとプリンが読んだ本の物語である。好奇心旺盛なハウフゥローズはフィスクとクラーベと一緒に海上へ行ったある日、浜辺でフンドと遊ぶエルシュカを見て好きになった。ハウフゥローズはオーテを訪ね、その魔法で美しい声と引き換えに足を手に入れた。エルシュカと仲良くなったハウフゥローズはとても幸せだったが海の仲間たちに会えないことが寂しくて大粒の涙があふれてきた。その涙がネックレスの貝殻に落ちると貝殻が光りだした。ハウフゥローズは元の姿に戻り、それ以来いつでも海と陸の行き来が出来るようになった。
- ハウフゥローズ
  - アリエルがモチーフとなっている。
- エルシュカ
  - エリックがモチーフとなっている。
- フンド
  - マックスがモチーフとなっている。
- クラーベ
  - セバスチャンがモチーフとなっている。
  - ハウフゥローズのお目付け役である。
- フィスク
  - フランダーがモチーフとなっている。
  - ハウフゥローズの友達である。
- オーテ
  - アースラがモチーフとなっている。

## Apfel Rose
モカとプリンが読んだ本の物語である。白雪姫は、雪のように白いアプフェルローズとそれをうらやむギフトといつも一緒に遊んでいた。ある日、森で遊び疲れた白雪姫とアプフェルローズは寝てしまいお城の者に抱きかかえられて帰っていた。その途中アプフェルローズの白く美しい寝顔に嫉妬したギフトは彼女を思わず突き落としてしまった。目覚めたアプフェルローズは知らない場所にひとりぼっちでいることに気づいた。森の中で迷っていると一軒のかわいらしい小屋を見つけた。ドアをノックすると中から小さな７人のクマが出てきて、夕食と歌やダンスで温かく出迎えてくれた。次の日の朝、アプフェルローズは鉱山の宝石採掘に行くクマ達を見送るとお礼にアップルパイを作り始めた。歌を歌いながら下ごしらえをしていると素敵な美声を聞きつけヴェッケンが訪ねてきた。パイが焼ける甘い香りの中、おしゃべりやタンスをし楽しい時間を過ごした。「またここでお会いしましょう。」とヴェッケンが去っていったちょうどその頃、白雪姫と反省したギフトがアプフェルローズを探しに森を歩いていた。落ちている小さな宝石をたどっていくと、小さな小屋にいるアプフェルローズを見つけ、白雪姫はギュッと抱きしめた。その光景を木の陰から温かく見つめる７人のクマの姿があった。それからは森の小屋はアプフェルローズ達だけの知っている秘密の場所になった。
- アプフェルローズ
  - 白雪姫がモチーフとなっている。
- ヴェッケン
  - 王子がモチーフとなっている。
- ギフト
  - 女王がモチーフとなっている。
- カーネリアン
  - ドックがモチーフとなっている。
- アルマンディン
  - グランピーがモチーフとなっている。
- シトリン
  - ハッピーがモチーフとなっている。
- ジェイド
  - スリーピーがモチーフとなっている。
- トパーズ
  - バッシュフルがモチーフとなっている。
- ハウフゥローズ
  - クオープがモチーフとなっている。
- ハウフゥローズ
  - アメジストがモチーフとなっている。

## ナイトメアー・ビフォア・クリスマスシリーズ
- トリック
  - ジャックがモチーフとなっている。
- キルト
  - サリーがモチーフとなっている。
- トリート
  - ゼロがモチーフとなっている。

同時発売：ヴァンパイア・テディ

## Glanzen Rose
モカとプリンが読んだ本の物語である。大泥棒のフリンクはお城から王冠を盗む際にケガをして塔へ逃げ込んだ。グレッツェン・ローズは長い髪でフリンクを捕らえたが、彼のケガを見つけ髪の魔法で治した。それからフリンクはグレッツェン・ローズに心を奪われ、毎日彼女のもとへ通うようになった。それから二人で塔を出てグレッツェン・ローズが真のプリンセスを知るのは少し先のお話...。
- グレッツェン・ローズ
  - ラプンツェルがモチーフとなっている。
- フリンク
  - フリン・ライダーがモチーフとなっている。
- フロイント
  - パスカルがモチーフとなっている。
  - ピンクに変色したフロイント・ピンクも発売された。

## ダンボ篇
大きな耳を持つポップコーンは笑いもののピエロ役としてサーカスに出演していた。ある日、大親友のチュロがポップコーンを励ましていると、空からキラキラと輝く黒い羽根が舞い降り魔法のようにポップコーンのネクタイに吸い込まれていった。それを見たチュロは大きな耳で空を飛びみんなを驚かせることを提案する。魔法の羽に勇気をもらったポップコーンは、見事自由に空を飛びサーカスの大スターになった。
- ポップコーン
  - ダンボがモチーフとなっている。
  - ぬいぐるみはノーマルバージョンとピエロバージョンの2種類が発売された。
- チュロ
  - ティモシーがモチーフとなっている。

## Rayl Rose
モカとプリンが読んだ本の物語である。市場で出会ったプリンセスのライルローズに一目ぼれをしたサディークだが、叶わぬ恋と知りショックを受ける。そんな時、ランプをこすると現れた陽気な魔法使いサフルの力を借り、ふたりは結ばれた。
- ライルローズ
  - ジャスミンがモチーフとなっている。
- サディーク
  - アラジンがモチーフとなっている。
- サフル
  - ジーニーがモチーフとなっている。

## アナと雪の女王シリーズ
- ハイリ
  - アナがモチーフとなっている。
- スノー
  - エルサがモチーフとなっている。
- コーシュ
  - オラフがモチーフとなっている。

## ピノキオ篇
ビスコッティは初めて学校へ行く日、誘惑に気をつけると父親のズコットと約束し送り出される。しかしその途中、ボンゴレとビアンコに学校よりも楽しいところがあると誘惑されついて行き捕まえられてしまう。そこへ駆けつけた良心役のルッコラに「大きな怪物に会って...」と嘘をつくとビスコッティの鼻が伸びてしまう。ルッコラに咎められ正直に話すと鼻は元に戻り、ルッコラは傘で鍵を開けてビスコッティを助け出す。ズコットはビスコッティが無事に帰って来たことを大喜びし、ビスコッティは正直者になると約束した。こうしてルッコラに見守られながら二人は仲良く暮らした。
- ビスコッティ
  - ピノキオがモチーフとなっている。
- ズコット
  - ゼペットがモチーフとなっている。
  - ぬいぐるみは販売されていない。
- ボンゴレ
  - ファウルフェローがモチーフとなっている。
- ビアンコ
  - ギデオンがモチーフとなっている。
- ルッコラ
  - ジミニーがモチーフとなっている。

## 101匹わんちゃんシリーズ
- ダージリン
  - クルエラがモチーフとなっている。
- クッキークリーム
  - パッチがモチーフとなっている。

## トイ・ストーリー篇
ハウディ、ポッテリー、スポークは遊び場で迷子になったポッテリーの羊達を探していた。すると移動遊園地に続く道に差し掛かかったところでスポークが踏んだタコスのステッカーは羊達の体に付いていたものであった。羊達は移動遊園地の方へ行ったのかもしれないと、ハウディとポッテリーはスポークを引っ張って走り出した。
- ハウディ
  - ウッディがモチーフとなっている。
- ポッテリー
  - ボー・ピープがモチーフとなっている。
- スポーク
  - フォーキーがモチーフとなっている。

## トイ・ストーリー篇 Vol.2
移動遊園地へ向かう途中のハウディ、ポッテリー、スポークはブレイブバディとメニーメニーメニーに出会い、羊達がいなくなった事を説明した。するとスターアドベンチャーからブレイブバディを探してやってきたグリードが行く手を邪魔してきた。ポッテリーはグリードのマントにも羊達に付いていた星のステッカーがついていることに気づいた。みんなでピクサーボールを投げてグリードを倒しスターアドベンチャーへ向かった。いつの間にか星のステッカーはメニーメニーメニーの手に。
- ブレイブバディ
  - バズ・ライトイヤーがモチーフとなっている。
- メニーメニーメニー
  - リトル・グリーン・メンがモチーフとなっている。
- グリード
  - ザーグがモチーフとなっている。

## トイ・ストーリー篇 Vol.3
スターアドベンチャーで羊を探しているとフリンジー、チャッティ ティース＆チャッティ ビーク、エルディにあう。ハウディがフリンジー達に羊達を見なかったかたずねるとフリンジーがステッカーを拾ったことを教えてくれる。その結果、ハウディたちはアンティークショップにむかうことに…。
- フリンジー
  - ジェシーがモチーフとなっている。
- ティース&チャッティ ビーク
  - ダッキー＆バニーがモチーフとなっている。
- エルディ
  - スリンキー・ドッグがモチーフとなっている。

## トイ・ストーリー篇 Vol.4
アンティークショップにむかったハウディたち。そこには羊達が落とした太陽ステッカーを持ったピードル、ティミドリー、ティニーコロネがいた。エルディの一言で、ベリーバッドベリーがいることも分かった。ベリーバッドベリーの後ろから羊達が顔をだし、喜んでいるのもつかの間、人間がやってくる。みんなは急いでおもちゃ箱の中に隠れてハッピーエンド。
- ティミドリー
  - レックスがモチーフとなっている。
- ピードル
  - ハムがモチーフとなっている。
- ティニーコロネ
  - バターカップがモチーフとなっている。
- ベリーバッドベリー
  - ロッツォがモチーフとなっている。

## バンビシリーズ
- ナトゥール
  - バンビがモチーフとなっている。
- トラウム
  - とんすけがモチーフとなっている。
- メッチェン
  - ミス・バニーがモチーフとなっている。
- ブルーメ
  - フラワーがモチーフとなっている。

## ライオンキングシリーズ
- ハクー
  - シンバがモチーフとなっている。
- ナーマ
  - プンバァがモチーフとなっている。
- タータ
  - ティモンがモチーフとなっている。

## ウィッシュシリーズ
- エスぺ
  - アーシャがモチーフとなっている。
- エステリータ
  - スターがモチーフとなっている。
- マルヴァド
  - マグニフィコ王がモチーフとなっている。

## おしゃれキャットシリーズ
- シャルメ
  - マリーがモチーフとなっている。
- オペラ
  - ベルリオーズがモチーフとなっている。
- トワル
  - トゥルーズがモチーフとなっている。

## そのほか
お笑い芸人の渡辺直美がプロデュースした「ペパロニ」がいる